# Kučino-šima
Kučín-Šima nebo Kučinošima je ostrov nacházející se v severní části japonského souostroví Rjúkjú, mezi ostrovy Nakano-šima a Kučinoerabu-džima. Rozměry ostrova jsou 3 × 7 km, nejvyšší bod je 628 m nad hladinou moře. V severní části ostrova se nacházejí dvě osady Nišinohama a Kučín-Šima.
Ostrov je tvořen dvěma andezitovými stratovulkány Joko-dake a Mae-dake. Stratovulkán Mae-dake byl aktivní v období mezi 8. až 13. stoletím (bez bližšího určení věku).